# Stanisław Karpiel
Stanisław Karpiel (* 8. Mai 1909 in Kościelisko; † 12. November 1992 in Zakopane) war ein polnischer Skilangläufer.

## Werdegang
Karpiel, der für den SN PTT Zakopane, den Strzelca Zakopane und den PW Leśnik Zakopane startete, belegte bei den Nordischen Skiweltmeisterschaften 1934 in Sollefteå den 76. Platz über 18 km und den fünften Rang mit der Staffel und bei den Nordischen Skiweltmeisterschaften 1935 in Vysoké Tatry den 13. Platz über 50 km und den siebten Rang mit der Staffel. Bei seiner einzigen Teilnahme bei den Olympischen Winterspielen im Februar 1936 in Garmisch-Partenkirchen lief er auf den 42. Platz über 18 km, auf den 26. Rang über 50 km und zusammen mit Michał Górski, Marian Woyna-Orlewicz und Bronisław Czech auf den siebten Rang mit der Staffel. In den folgenden Jahren kam er bei den Nordischen Skiweltmeisterschaften 1938 in Lahti auf den 112. Platz über 18 km und auf den achten Rang mit der Staffel und bei den Nordischen Skiweltmeisterschaften 1939 in Zakopane auf den achten Platz mit der Staffel.  Bei polnischen Meisterschaften siegte er zweimal über 18 km (1936, 1938) und jeweils einmal über 50 km (1934) und mit der Staffel (1937). Zudem wurde er zweimal Vizemeister über 50 km (1932, 1938) und einmal 18 km (1935). Sein Sohn Józef Karpiel war in der Nordischen Kombination aktiv.